# 布雷索勒 (安省)
布雷索勒（法語：Bressolles，法語發音：[bʁesɔl]）是法国东部安省的一个市镇，属于布雷斯地区布尔格区。

## 地理
布雷索勒（45°52'1"N, 5°5'44"E）面积7.73 平方千米，位于法国奥弗涅-罗讷-阿尔卑斯大区安省，该省份为法国东部省份，北起汝拉省，西北接索恩-卢瓦尔省，西接罗讷省和里昂大都会，南至伊泽尔省，东与萨瓦省、上萨瓦省和瑞士接壤。
与布雷索勒接壤的市镇（或旧市镇、城区）包括：巴朗、贝利尼厄、圣克里斯托夫堡、达尼厄、法拉芒、皮宰。

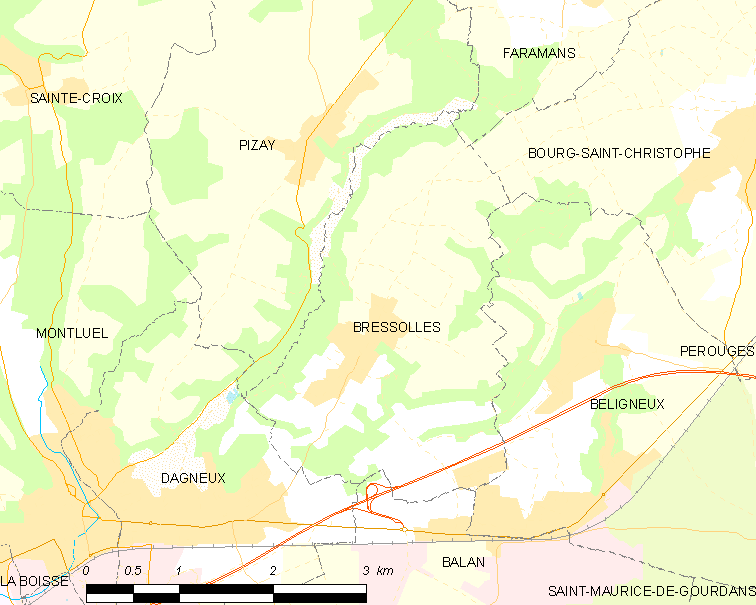
的OSM定位图

布雷索勒的时区为UTC+01:00、UTC+02:00（夏令时）。

## 行政
布雷索勒的邮政编码为01360，INSEE市镇编码为01062。

## 政治
布雷索勒所属的省级选区为梅克西米约县。

## 人口

1962-2008年间人口变化图示

布雷索勒于2022年1月1日时的人口数量为1003人。